# Canton de Belleville-sur-Meuse
Cet article possède un paronyme, voir Canton de Belleville (homonymie).
Le canton de Belleville-sur-Meuse est une circonscription électorale française du département de la Meuse.

## Géographie
Ce canton est organisé autour du bureau centralisateur de Belleville-sur-Meuse et fait partie intégralement de l'arrondissement de Verdun. Son altitude varie de 181 m (Champneuville et Samogneux) à 395 m (Douaumont) pour une altitude moyenne de 266 m. Sa superficie est de 260,04 km2.

## Histoire
Un nouveau découpage territorial de la Meuse entre en vigueur à l'occasion des élections départementales de 2015. Il est défini par le décret du 17 février 2014, en application des lois du 17 mai 2013 (loi organique 2013-402 et loi 2013-403). Les conseillers départementaux sont, à compter de ces élections, élus au scrutin majoritaire binominal mixte. Les électeurs de chaque canton élisent au Conseil départemental, nouvelle appellation du Conseil général, deux membres de sexe différent, qui se présentent en binôme de candidats. Les conseillers départementaux sont élus pour 6 ans au scrutin binominal majoritaire à deux tours, l'accès au second tour nécessitant 12,5 % des inscrits au 1er tour. En outre la totalité des conseillers départementaux est renouvelée. Ce nouveau mode de scrutin nécessite un redécoupage des cantons dont le nombre est divisé par deux avec arrondi à l'unité impaire supérieure si ce nombre n'est pas entier impair, assorti de conditions de seuils minimaux. Dans la Meuse, le nombre de cantons passe ainsi de 31 à 17.
Le canton de Belleville-sur-Meuse est formé de :
- 16 des 22 communes de l'ancien canton de Charny-sur-Meuse : Beaumont-en-Verdunois, Belleville-sur-Meuse, Bezonvaux, Bras-sur-Meuse, Champneuville, Charny-sur-Meuse, Cumières-le-Mort-Homme, Douaumont, Fleury-devant-Douaumont, Haumont-près-Samogneux, Louvemont-Côte-du-Poivre, Ornes, Samogneux, Thierville-sur-Meuse, Vacherauville et Vaux-devant-Damloup ;
- 12 des 26 communes de l'ancien canton d'Étain : Abaucourt-Hautecourt, Blanzée, Châtillon-sous-les-Côtes, Damloup, Dieppe-sous-Douaumont, Eix, Gincrey, Grimaucourt-en-Woëvre, Maucourt-sur-Orne, Mogeville, Moranville, Moulainville.

## Représentation
| Période élective | Période élective | Mandat | Mandat       | Identité             | Nuance | Nuance | Qualité |
| ---------------- | ---------------- | ------ | ------------ | -------------------- | ------ | ------ | --- |
| 2015             | 2021             | 2015   | en cours     | Régine Munerelle     |        | DVD    | Cadre de santé Adjointe au maire de Belleville-sur-Meuse |
| 2015             | 2021             | 2015   | 2020 (décès) | Yves Peltier         |        | DVD    | Retraité de la Direction départementale de l'équipement Maire de Belleville-sur-Meuse (1977-2020) Ancien conseiller du canton de Charny-sur-Meuse (1979-2015) décédé en fonction |
| 2015             | 2021             | 2020   | 2021         | Claude Antion        |        | DVD    | Retraité Maire de Thierville-sur-Meuse |
| 2021             | 2028             | 2021   | en cours     | Julien Didry         |        | DVD    | Cadre dans la communication, ancien maire de Bras-sur-Meuse (2001-2020) 10ème Vice-Président (attractivité, innovation, numérique, démocratie participative)                     |
| 2021             | 2028             | 2021   | en cours     | Marie-Paule Soubrier |        | DVD    | Informaticienne retraitée Maire de Belleville-sur-Meuse (depuis 2020) |

### Résultats détaillés

#### Élections de mars 2015
À l'issue du 1er tour des élections départementales de 2015, deux binômes sont en ballottage : Régine Munerelle et Yves Peltier (DVD, 48,57 %) et Benoît Bailliot et Danielle Lepointe (FN, 28,45 %). Le taux de participation est de 55,34 % (3 749 votants sur 6 774 inscrits) contre 53,07 % au niveau départemental et 50,17 % au niveau national.
Au second tour, Régine Munerelle et Yves Peltier (DVD) sont élus avec 65,89 % des suffrages exprimés et un taux de participation de 54,72 % (2 229 voix pour 3 708 votants et 6 776 inscrits).

#### Élections de juin 2021
Le premier tour des élections départementales de 2021 est marqué par un très faible taux de participation (33,26 % au niveau national). Dans le canton de Belleville-sur-Meuse, ce taux de participation est de 38,2 % (2 526 votants sur 6 612 inscrits) contre 34,51 % au niveau départemental. À l'issue de ce premier tour, deux binômes sont en ballottage : Julien Didry et Marie-Paule Soubrier (Union au centre et à droite, 46,17 %) et Armand Falque et Régine Munerelle (DVC, 17,27 %).
Le second tour des élections est marqué une nouvelle fois par une abstention massive équivalente au premier tour. Les taux de participation sont de 34,36 % au niveau national, 35,74 % dans le département et 39,1 % dans le canton de Belleville-sur-Meuse. Julien Didry et Marie-Paule Soubrier (Union au centre et à droite) sont élus avec 69,79 % des suffrages exprimés (1 652 voix pour 2 586 votants et 6 614 inscrits),,.

## Composition
Lors du redécoupage de 2014, le canton de Belleville-sur-Meuse comprenait vingt-huit communes entières.
À la suite de la création au 1er janvier 2019 de la commune nouvelle de Douaumont-Vaux, le canton comprend désormais vingt-sept communes entières.
| Nom                                          | Code Insee | Intercommunalité   | Superficie (km2) | Population (dernière pop. légale) | Densité (hab./km2) | Modifier                                    |
| -------------------------------------------- | ---------- | ------------------ | ---------------- | --------------------------------- | ------------------ | ------------------------------------------- |
| Belleville-sur-Meuse (bureau centralisateur) | 55043      | CA du Grand Verdun | 10,16            | 3 023 (2022)                      | 298                | modifier les données · modifier les données |
| Abaucourt-Hautecourt                         | 55002      | CC du Pays d'Étain | 9,68             | 100 (2022)                        | 10                 | modifier les données · modifier les données |
| Beaumont-en-Verdunois                        | 55039      | CA du Grand Verdun | 7,87             | 0 (2022)                          | 0,00               | modifier les données · modifier les données |
| Bezonvaux                                    | 55050      | CA du Grand Verdun | 9,23             | 0 (2022)                          | 0,00               | modifier les données · modifier les données |
| Blanzée                                      | 55055      | CC du Pays d'Étain | 3,39             | 13 (2022)                         | 3,8                | modifier les données · modifier les données |
| Bras-sur-Meuse                               | 55073      | CA du Grand Verdun | 13,69            | 669 (2022)                        | 49                 | modifier les données · modifier les données |
| Champneuville                                | 55099      | CA du Grand Verdun | 11,99            | 119 (2022)                        | 9,9                | modifier les données · modifier les données |
| Charny-sur-Meuse                             | 55102      | CA du Grand Verdun | 12,62            | 521 (2022)                        | 41                 | modifier les données · modifier les données |
| Châtillon-sous-les-Côtes                     | 55105      | CC du Pays d'Étain | 10,68            | 174 (2022)                        | 16                 | modifier les données · modifier les données |
| Cumières-le-Mort-Homme                       | 55139      | CA du Grand Verdun | 6,11             | 0 (2022)                          | 0,00               | modifier les données · modifier les données |
| Damloup                                      | 55143      | CC du Pays d'Étain | 5,28             | 126 (2022)                        | 24                 | modifier les données · modifier les données |
| Dieppe-sous-Douaumont                        | 55153      | CC du Pays d'Étain | 15,06            | 193 (2022)                        | 13                 | modifier les données · modifier les données |
| Douaumont-Vaux                               | 55537      | CA du Grand Verdun | 12,70            | 81 (2022)                         | 6,4                | modifier les données · modifier les données |
| Eix                                          | 55171      | CC du Pays d'Étain | 12,06            | 262 (2022)                        | 22                 | modifier les données · modifier les données |
| Fleury-devant-Douaumont                      | 55189      | CA du Grand Verdun | 10,27            | 0 (2022)                          | 0,00               | modifier les données · modifier les données |
| Gincrey                                      | 55211      | CC du Pays d'Étain | 9,69             | 61 (2022)                         | 6,3                | modifier les données · modifier les données |
| Grimaucourt-en-Woëvre                        | 55219      | CC du Pays d'Étain | 5,69             | 97 (2022)                         | 17                 | modifier les données · modifier les données |
| Haumont-près-Samogneux                       | 55239      | CA du Grand Verdun | 10,81            | 0 (2022)                          | 0,00               | modifier les données · modifier les données |
| Louvemont-Côte-du-Poivre                     | 55307      | CA du Grand Verdun | 8,25             | 0 (2022)                          | 0,00               | modifier les données · modifier les données |
| Maucourt-sur-Orne                            | 55325      | CC du Pays d'Étain | 6,43             | 49 (2022)                         | 7,6                | modifier les données · modifier les données |
| Mogeville                                    | 55339      | CC du Pays d'Étain | 6,37             | 74 (2022)                         | 12                 | modifier les données · modifier les données |
| Moranville                                   | 55356      | CC du Pays d'Étain | 6,80             | 103 (2022)                        | 15                 | modifier les données · modifier les données |
| Moulainville                                 | 55361      | CC du Pays d'Étain | 11,15            | 138 (2022)                        | 12                 | modifier les données · modifier les données |
| Ornes                                        | 55394      | CA du Grand Verdun | 18,52            | 8 (2022)                          | 0,43               | modifier les données · modifier les données |
| Samogneux                                    | 55468      | CA du Grand Verdun | 6,16             | 99 (2022)                         | 16                 | modifier les données · modifier les données |
| Thierville-sur-Meuse                         | 55505      | CA du Grand Verdun | 12,09            | 3 168 (2022)                      | 262                | modifier les données · modifier les données |
| Vacherauville                                | 55523      | CA du Grand Verdun | 7,29             | 191 (2022)                        | 26                 | modifier les données · modifier les données |
| Canton de Belleville-sur-Meuse               | 5504       |                    | 260,04           | 9 269 (2022)                      | 36                 | modifier les données                        |

## Démographie
En 2022, le canton comptait 9 269 habitants, en évolution de −0,22 % par rapport à 2016 (Meuse : −4,4 %, France hors Mayotte : +2,11 %).
| 2013  | 2018  | 2022  |
| ----- | ----- | ----- |
| 9 374 | 9 327 | 9 269 |